# NTFS
New Technology File System (NTFS) este un tip de sistem de fișiere, dezvoltat de Microsoft și folosit ca sistem de fișiere implicit pentru sistemele de operare Windows NT, Windows 2000, Windows Server 2003, Windows Server 2008, Windows XP, Windows Vista și Windows 7.

## Istorie
La mijlocul anilor 1980, Microsoft și IBM au format un proiect comun pentru a crea următoarea generație de sisteme de operare grafic; rezultatul a fost OS / 2 și HPFS. Deoarece Microsoft nu a fost de acord cu IBM în multe probleme importante, în cele din urmă s-au separat; OS / 2 a rămas un proiect IBM, iar Microsoft a lucrat la dezvoltarea Windows NT și NTFS. Sistemul de fișiere HPFS pentru OS / 2 conținea câteva caracteristici noi importante. Când Microsoft și-a creat noul sistem de operare, au împrumutat multe dintre aceste concepte pentru NTFS. Dezvoltatorii NTFS includ: Tom Miller, Gary Kimura, Brian Andrew și David Goebel. [10] Probabil ca rezultat al acestei strămoșii obișnuite, HPFS și NTFS utilizează același cod de identificare a partiției de disc (07). Utilizarea aceluiași număr de înregistrări ID partajat este extrem de neobișnuit, deoarece au fost disponibile zeci de numere de cod neutilizate, iar alte sisteme de fișiere importante au propriile coduri. De exemplu, FAT are mai mult de nouă (fiecare câte unul pentru FAT12, FAT16, FAT32 etc.). Algoritmii care identifică sistemul de fișiere într-un tip de partiție 07 trebuie să efectueze verificări suplimentare pentru a face distincția între HPFS și NTFS.

Caracteristici:
NTFS, fiind un sistem de fișiere modern, vine cu niște caracteristici noi, față de celelalte sisteme de fișiere:
- Viteza îmbunătațită: NTFS este un sistem de fișiere rapid, comparat cu alte sisteme de fișiere.
- Comprimarea: Acest sistem de fișiere poate, de asemenea, să comprime direct fișierele pe disc, ceea ce reduce consumul de spațiu de stocare, dar dacă este folosită excesiv poate afecta performanța.
- Criptarea: NTFS permite criptarea fișierelor, simplu și rapid cu certificatele electronice.
- Verificarea de sectoare defecte: Permite sistemului de fișiere NTFS să detecteze și să blocheze sectoarele defecte, ceea ce mărește performanța.
- Poate fi recunoscut după tipul de partiție "07", care este folosit și de HPFS.
NTFS versus FAT:
Multe persoane doresc să știe ce sistem de fișiere este mai bun, deci după compararea lor am ajuns la concluzia că NTFS este cel mai bun, datorită vitezei bune, caracteristicilor minunate pe care le are și datorită fiabilității. Totuși în versiunile mai vechi de Windows (ex: Windows XP) mai recomandat ar fi FAT. 
NTFS este recomandat în versiunile de Windows 7 sau mai recente. 